# Mirkovice
Mirkovice település Csehországban, a Český Krumlov-i járásban. Mirkovice Zubčice, Mojné, Věžovatá Pláně, Český Krumlov, Přídolí, Czech Republic és Přísečná településekkel határos. Lakosainak száma 518 fő (2024. január 1.).

## Népesség
A település lakosságának változását az alábbi diagram mutatja:
| Lakosok száma | 668  | 624  | 688  | 368  | 397  | 398  | 440  | 458  | 468  | 518  |
|               | 1869 | 1890 | 1921 | 1950 | 1980 | 2001 | 2017 | 2019 | 2022 | 2024 |